# Experimento de Wu

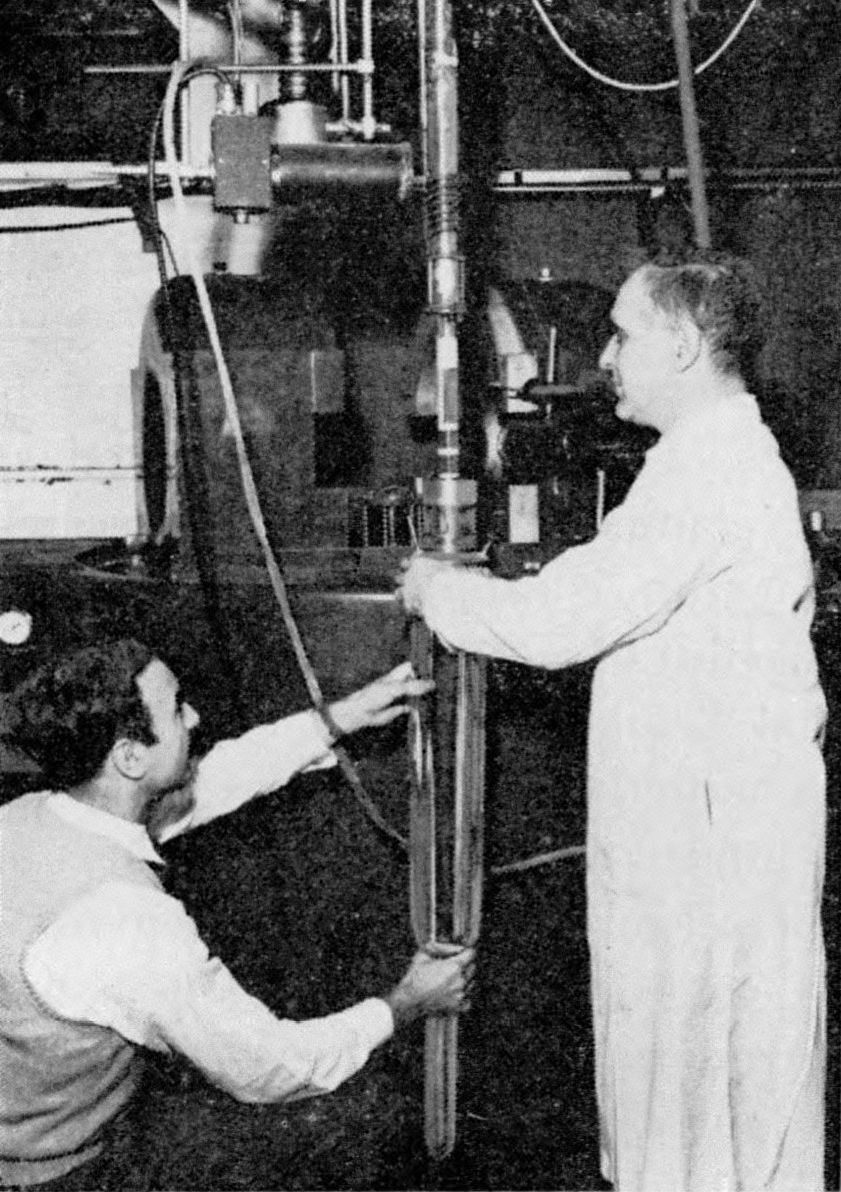
El experimento de Wu fue llevado a cabo en el laboratorio de baja temperatura de la Agencia de Estándares, Washington D. C., en 1956. El cuarto vertical de vacío, conteniendo el cobalto-60, detectores, y bobina de campo, está siendo colocada dentro de un Dewar antes de ser insertado dentro del gran electroimán del fondo, el cual enfriará el radioisótopo cerca cero absoluto por refrigeración magnética.

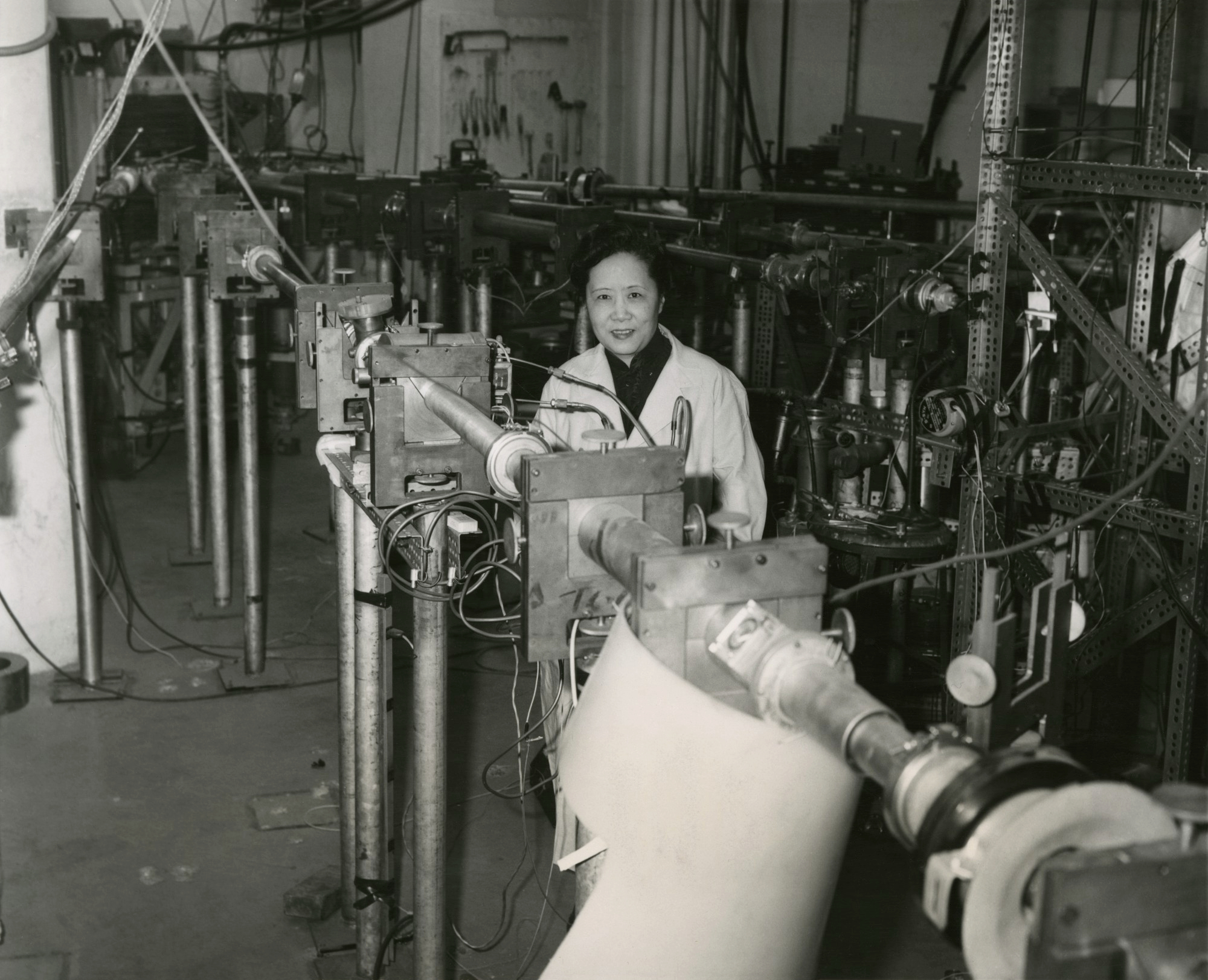
Chien-Shiung Wu, en honor de quien se denomina el experimento de Wu, diseñó el experimento y dirigió el equipo que llevó a cabo la prueba de la conservación de paridad.

El experimento de Wu fue un experimento de física nuclear que se llevó a cabo en 1956 por la física estadounidense nacida en China Chien-Shiung Wu en colaboración con el Grupo de Baja Temperatura de la Instituto Nacional de Estándares. El propósito del experimento era establecer si se conservaba o no la paridad (conservación-P), la cual fue anteriormente establecida por las interacciones electromagnéticas y las fuertes, y también se aplicaba a interacciones débiles. Si la conservación-P era cierta, una versión especular del mundo (donde la izquierda está a la derecha y la derecha a la izquierda) se comportaría como la imagen especular del mundo actual. Si la conservación-P se violaba, entonces sería posible distinguir entre una variación reflejada del mundo y la imagen especular del mundo actual.
El experimento estableció que la conservación de paridad era violada (violación-P) por la interacción débil.  Este resultado no era el esperado por la comunidad de física, que anteriormente había considerado la paridad como una cantidad conservada.  Tsung-Dao Lee y Chen-Ning Yang, los físicos teóricos que originaron la idea de la no-conservación de la paridad y propusieron el experimento, recibieron el Premio Nobel de Física en 1957 por este resultado.

## Historia

Conservación-P: un reloj construido igual que su imagen especular se comportará como la imagen reflejada del reloj original

Violación-P: un reloj construido igual que su imagen especular no se comportará como la imagen reflejada del reloj original.

El 1927, Eugene Wigner formalizó el principio de la conservación de paridad (conservación-P), la idea que el mundo actual y uno construido como su imagen especular se comportaría del mismo modo, con la única diferencia que se invertirían la izquierda y la derecha (por ejemplo, un reloj cuyas manecillas marcan en el sentido de las agujas del reloj lo haría en el sentido contrario si se construyera una versión especular de él).
Este principio era ampliamente aceptado por los físicos, y la conservación-P era verificado experimentalmente en las interacciones electromagnéticas y las fuertes. Aun así, durante la mitad de los 1950, ciertas desintegraciones implicando mesones-K (kaones) no se podían explicar con las teorías existentes que presuponían que era cierta la conservación-P. Parecía que existían dos tipos de kaones, uno que se desintegraba en dos piones, y el otro que se desintegraba en tres piones. Esto fue conocido como el rompecabezas de τ–θ.
Los físicos teóricos Tsung-Dao Lee y Chen-Ning Yang llevaron a cabo una revisión de las investigaciones publicadas sobre la cuestión de la conservación de la paridad en todas las interacciones fundamentales y concluyeron que en el caso de la interacción débil, los datos experimentales ni confirmaban ni refutaban la conservación-P. Poco después, se acercaron a Wu, que ya era una experta en espectroscopia sobre desintegración beta, con varias ideas para llevar a cabo diversos experimentos. Decidieron probar las propiedades direccionales de la desintegración beta en el cobalto-60 (60Co). Wu contactó después con Henry Boorse y Mark W. Zemansky, que tenían una amplia experiencia en física de bajas temperaturas. A petición de Boorse y Zemansky, Wu contactó con Ernest Ambler, de la Agencia Nacional de Estándares y Tecnología (NBS), que permitió que el experimento se llevara a cabo en diciembre de 1956 en los laboratorios de baja temperatura de su institución.
Lee y Yang, que promovieron el experimento, fueron premiados con el Nobel de Física en 1957, poco después de que el experimento se llevara a cabo.

## El experimento

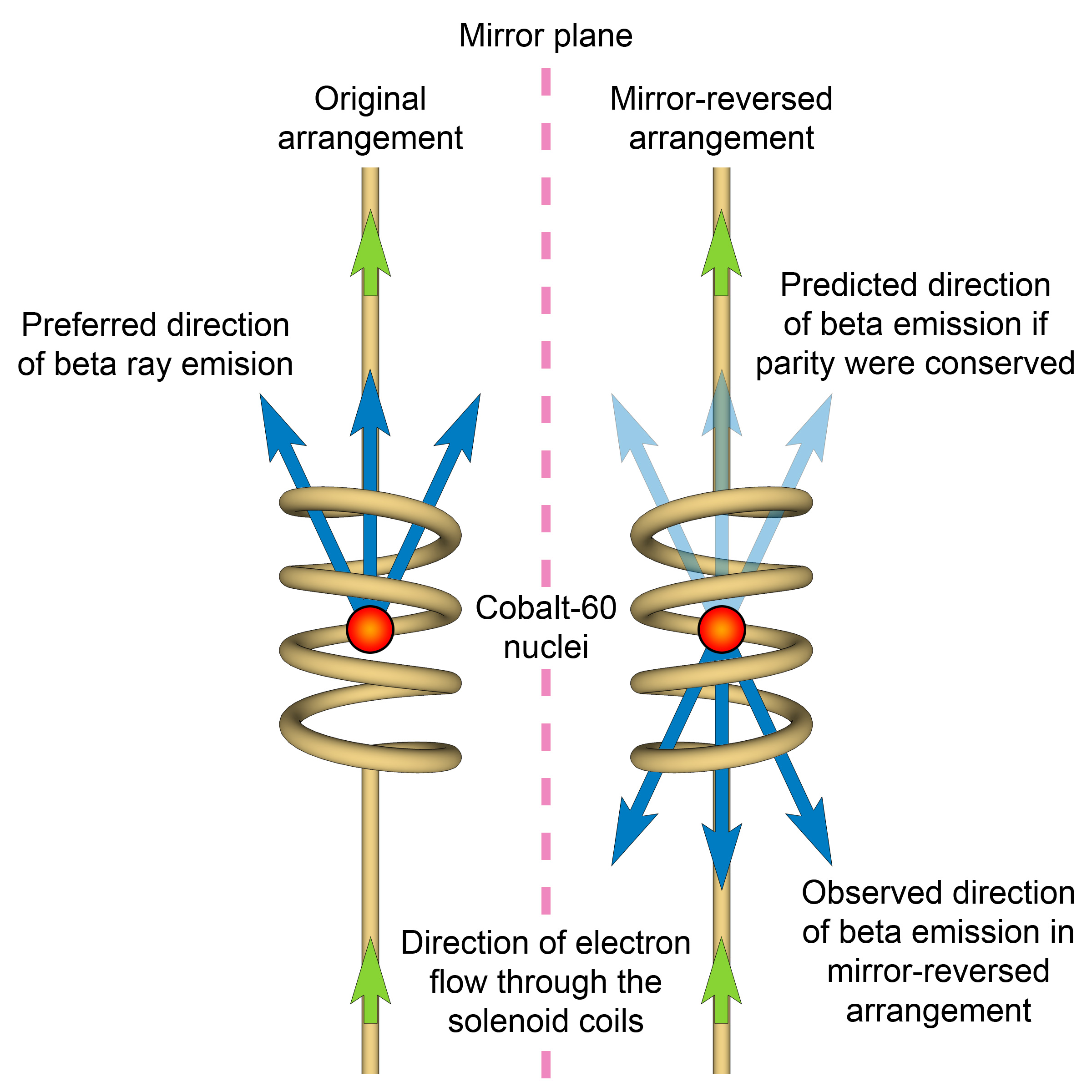
Principio del experimento de Wu en 1956 para detectar la violación de la paridad en la desintegración beta nuclear

El experimento en sí mismo permite monitorizar la desintegración de los átomos de cobalto-60 enfriados a una temperatura próxima al cero absoluto y alineados en un campo magnético uniforme. El 60Co es un isótopo inestable de cobalto que se transforma en el isótopo estable de níquel-60 (60Ni) mediante radiación beta. Durante este proceso, uno de los neutrones del núcleo del 60Co da lugar a un protón mediante la emisión de un electrón (e−) y un antineutrino (νe). Esto transforma el núcleo del 60Co en un núcleo de Níquel-60. El núcleo de níquel resultante, aun así, está en un estado excitado y enseguida decae hacia su estado fundamental mediante la emisión de dos rayos gamma (γ). Por eso la ecuación nuclear global de la reacción es:
{\displaystyle {}_{27}^{60}{\text{Co}}\rightarrow {}_{28}^{60}{\text{Ni}}+e^{-}+{\bar {\nu }}_{e}+2{\gamma }}
Los rayos gamma son fotones, y su liberación del núcleo de 60Ni es un proceso electromagnético (ME). Esto es importante porque se sabía que el ME respetaba la conservación-P. Por eso, la distribución de los rayos gamma emitidos actuó como control de la polarización de los electrones emitidos vía la interacción débil, así como un indicador de la uniformidad de los átomos del 60Co. El experimento de Wu comparó la distribución de las emisiones de los rayos gamma y de los electrones con los espines nucleares en orientaciones opuestas. Si se encontraba que los electrones eran emitidos en la misma dirección y en la misma proporción que los rayos gamma, la conservación-P sería cierta. Si  había un sesgo en la dirección de las desintegraciones, es decir, si la distribución de los electrones no seguía la distribución de los rayos gamma, entonces la violación de la paridad estaría probada.

### Materiales y métodos

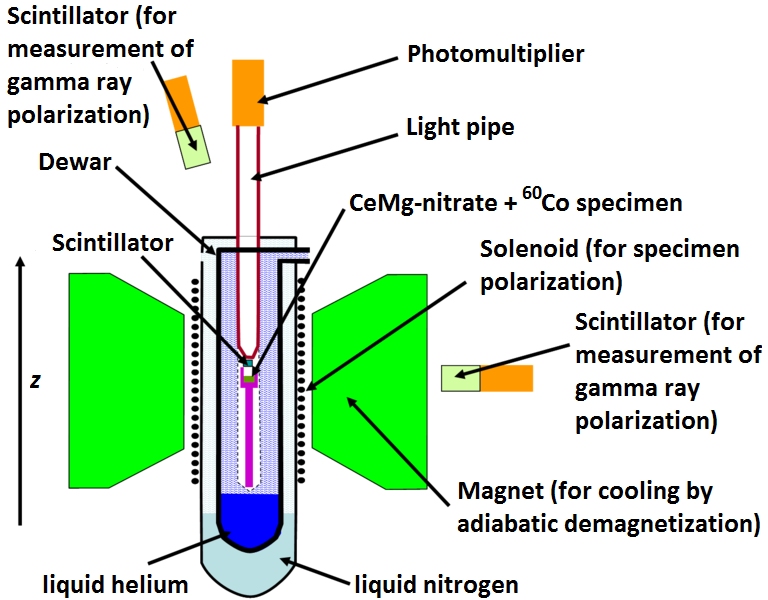
Ilustración esquemática del experimento de Wu

El reto en este experimento era obtener la más alta polarización posible de los núcleos del 60Co. Debido a los momentos magnéticos tanto pequeños de los núcleos (comparados con los de los electrones), se requirieron campos magnéticos muy intensos a  temperaturas extremadamente bajas, mucho más bajas de las que se podrían conseguir sólo con el helio líquido. Las temperaturas bajas se consiguieron utilizando el método de refrigeración magnética. El cobalto radiactivo fue depositado como una fina capa superficial en un cristal de nitrato de cerio-magnesio, una sal paramagnética con un factor de Landé altamente anisotrópico.
La sal fue imantada a lo largo del eje de elevado factor-g, y la temperatura se bajó hasta 1.2 K para bombear el helio a baja presión. Cortando el campo magnético horizontal de resultas del decrecimiento de temperatura hasta los aproximadamente 0.003 K. El imán horizontal se abría por la parte de arriba, dejando lugar para introducir un inductor vertical y conectarlo para alinear los núcleos de cobalto o hacia arriba o hacia abajo. Solo un aumento insignificante de la temperatura fue causado por el campo magnético del solenoide, puesto que su orientación era en la dirección del factor-g bajo. Este método para conseguir la alta polarización de los núcleos del 60Co fue una idea original de Gorter y Rose.
La producción de rayos gamma fue controlada utilizando contadores ecuatoriales y polares como una medida de la polarización. La polarización del rayo gamma era continuamente controlada en el cuarto de hora siguiente a medida que el cristal se calentaba y se perdía la anisotropía. Asimismo, las emisiones de rayos beta se controlaban continuamente durante este periodo de calentamiento.

### Resultados
En el experimento llevado a cabo por Wu, la polarización de los rayos gamma fue aproximadamente del 60%. Esto es, aproximadamente el 60% de los rayos gamma fueron emitidos en una dirección, mientras que el 40% lo fueron en la otra. Si la conservación-P era cierta en la desintegración beta, los electrones no tendrían ninguna dirección de desintegración preferida en relación con el espín nuclear. Aun así, Wu observó que los electrones eran emitidos en una dirección preferentemente opuesta a la de los rayos gamma. Es decir, la mayoría de los electrones favorecieron una dirección muy específica de desintegración, opuesta a la del espín nuclear. Más tarde se estableció que la violación de paridad era de hecho máxima.
Los resultados sorprendieron suficientemente a la comunidad física. Varios investigadores intentaron reproducir los resultados del grupo de Wu, mientras otros reaccionaron con incredulidad. Wolfgang Pauli al ser informado por Georges M. Temmer, que también había trabajado en el NBS, que la conservación-P ya no podría ser asumida como cierta en todos los casos, exclamó ^¡Eso es una absoluta barbaridad!^ Temmer le aseguró que el resultado del experimento lo confirmaba, a lo que Pauli respondió cortante: ^¡Entonces tiene que ser repetido!^ A finales de 1957, investigaciones posteriores confirmaron los resultados originales del grupo de Wu, y así la violación de la paridad fue firmemente establecida.